# Albert Kirchner
Albert Kirchner, conegut pel pseudònim Léar, (Hamburg, 8 de setembre de 1860 - 14è districte de París, 11 de maig de 1902) va ser un fotògraf, cineasta i inventor francès.
Personatge misteriós, és conegut tant pel seu repertori descarat (és l'autor de la pel·lícula eròtica més antiga que ens ha arribat) com per la seva participació en la propaganda religiosa (és l'autor de la primera Passion du Christ).

## Biografia
Albert Jean Fritz Kirchner és originari d'Hamburg, Alemanya. El 1883, va començar la seva activitat com a fotògraf a París, fundant la societat « Kirchner dit Léar et Cie », amb un capital de 17.000 francs, al núm. 50 de la rue Saint-Lazare.

### El pornògraf
El 1892, va ser acusat d'ofendre la moral i els bons costums: "" "amb l'ajut d'un personal nombrós, va sol·licitar noies menors d'edat que posava davant de l'objectiu amb posicions inequívoces. Després va enviar aquests articles de París, que eren molt demandats, venuts per corredors molt fiables". Va ser condemnat a 15 mesos de presó, 500 francs de multa, i 5 anys d'interdicció territorial.
El 1894 tenia el domicili al número 35 del carrer Grange-aux-Belles. El 1896 va ser contractat com a operador per Eugène Pirou, un reconegut fotògraf, autor dels àlbums de Visions d'art que contenien imatges de boniques parisines més o menys despullades.
Entusiasmat per la invenció del procés Lumière el 1895, Albert Kirchner va adaptar el 1896 una obra molt de moda a l'Olympia, Le Coucher de la mariée, i va rodar la pel·lícula eròtica més antiga que ha sobreviscut., amb l'actriu Louise Willy. La pel·lícula, del mateix títol, fou exhibida per Pirou al Café de la paix, amb un aparell Joly-Normandin, i va causar sensació.
El 1897, Albert Kirchner va presentar, amb Paul Anthelme, una patent per un « aparell cronogtogràfic perfeccionat ». L'aparell fou comercialitzat sota el nom « Biographe français », i es fabrica als tallers del Sr. Héry (antic treballador d'Henri Joly), en format 35 i 60 mm. Kirchner va instal·lar l'aparell al soterrani de l'Olympia, al Museu Oller, i realitza projeccions que serveixen d'interludi a l'espectacle. El Biographe français també va funcionar al Café Frontin, 6, boulevard Poissonnière.

### El catòlic
A la primavera de 1897, Albert Kirchner va filmar amb Georges Michel Coissac una Passion du Christ per la Maison de la Bonne Presse, l'òrgan de propaganda religiosa de l'Església Catòlica. Rodat a París, en dotze escenes vivents, de 5 minuts, és la primera pel·lícula de la història del cinema basada en la vida de Crist. Malgrat o gràcies a la controvèrsia que acompanya el seu llançament (“hauríem de representar Crist?”), la pel·lícula es va projectar a França i a l'estranger i va influir profundament en els directors posteriors: el febrer de 1898, el Reverend Thomas F. Dixon Jr. (també novel·lista i autor de  The Clansman , de la qual D.W. Griffith pren la seva pel·lícula El naixement d'una nació .) l'utilitza en els seus sermons. Avui encara no s'ha trobat la pel·lícula.
Encara el 1897, Albert Kirchner va produir una dotzena d'escenes còmiques a l'estil de les primeres pel·lícules de Lumière: Bataille d'oreillers, L'arroseur arrosé, etc. El setembre de 1897 i gener de 1898, va presentar dues noves patents per a dispositius també anomenats « Biographe français ». Entre les dues dates, Albert Kirchner acompanya el pare Bailly en un pelegrinatge a Terra Santa, des d'on li porta algunes vistes de Palestina i Egipte. El 1901, encara és citat en un cas de tràfic d'imatges pornogràfiques.
Poc després, Albert Kirchner va cedir tots els seus negatius a Gaumont i totes les seves patents a la Maison de la Bonne Presse. Va morir el 1902 a l'Hospital psiquiàtric de Sainte-Anne, on hi era internat..

## Filmografia
- 1896. Le Coucher de la mariée (7 minuts)
- 1897. La Passion du Christ (5 minuts)

## Patentts
- FR 262.913 del 8 de gener de 1897 : Appareil chronophotographique perfectionné (en col. amb Paul Anthelme), reproduït a cinematographes.free.fr/
- FR 270.671 del 22 de setembre de 1897 : Biographe perfectionné dit Biographe français.
- FR 274.531 del 31 de gener de 189 : Appareil chronophotographique dit Biographe français Léar